# Heinrich Tränker
Heinrich Tränker (* 6. August 1880; † 22. Mai 1956) war ein deutscher Buchhändler, Antiquar, Okkultist, Rosenkreuzer und Theosoph. Er war auch bekannt unter seinen Logennamen Frater Recnartus, Garuda sowie Henkelkreuzmann. Heinrich Tränker war 1921 zudem Gründer der pansophischen Loge, aus der am 8. Mai 1926 die Fraternitas Saturni hervorging.

## Leben und Werk
Tränker war Mitglied in der von Franz Hartmann gegründeten Internationalen Theosophischen Verbrüderung. Am 10. Mai 1920 wurde Heinrich Tränker von Theodor Reuss der X° (Rex Summus, höchster Grad) des Ordo Templi Orientis (O.T.O.) verliehen, ohne dass Reuss sich je mit Tränker getroffen hätte. Bereits während des Ersten Weltkrieges gründete er die Pansophische Bewegung in Leipzig. Im Rahmen des pansophischen Studiums sollten die Schüler philosophische, historische, mystische, astrologische, theosophische, okkultistische, rosenkreuzerische und viele andere Dinge lernen. „Die Pansophen schicken ihre Schüler auf den praktischen okkulten Pfad und besitzen keinerlei Vorurteil oder Angstpsychosen vor einem linken oder rechten, schwarzen oder weißen Weg. Alle Wege müssen über kurz oder lang zum Ziel führen. Jeder Weg ist der richtige, der zur inneren Versenkung, zur Erkenntnis der allem zu Grunde liegenden Einheit und zur Selbsterkenntnis fortführt“.
Im Jahre 1924 nahm Tränker Kontakt mit Eugen Grosche auf, der daraufhin die Pansophische Loge in Berlin gründete. Am 22. Juni 1925 traf Aleister Crowley im Haus von Heinrich Tränker in Weida ein, um die Weida-Konferenz in die Wege zu leiten, bei der sich Crowley zum Weltheiland ausrufen ließ. Zu Beginn war Tränker von Crowley und seinen Ideen fasziniert, aber schon während des Treffens kam es zu Streitigkeiten zwischen den Protagonisten. Noch im selben Jahr widerrief Tränker das Bekenntnis der Weida-Konferenz und wurde seitdem von Crowley nur noch als Judas betrachtet, wobei Crowely versuchte, ihn zu diskreditieren oder im O.T.O. zu denunzieren. Von Crowley angestachelt forderte Albin Grau Tränker auf, das Großmeisteramt der Pansophischen Loge abzugeben, doch Tränker weigerte sich. Infolge des Zerwürfnisses zwischen Tränker, Crowley und Grau wurde die „Berliner Pansophische Loge der lichtsuchenden Brüder, Orient Berlin“ am 1. April 1926 aufgelöst. Nur wenige Wochen später wurde am 8. Mai 1926 die Fraternitas Saturni von Eugen Grosche und vier weiteren ehemaligen Pansophen gegründet.
Angeblich soll Heinrich Tränker 1928 alle freimaurerischen Logen aufgefordert haben, die Verhaftung von Aleister Crowley zu veranlassen, sollte dieser nach Deutschland einreisen wollen. Dieses Gerücht wurde jedoch von einer ehemaligen Weggefährtin von Heinrich Tränker, der Theosophin und Crowley-Anhängerin Martha Küntzel in die Welt gesetzt. Richtig ist, dass Tränker auf Veranlassung von Henri Birven im Jahre 1931 eine Anzeige bei der Leipziger Polizei gegen Crowley gestellt hat.